# Dassault Systèmes
Dassault Systèmes är ett franskt företag som levererar lösningar inom 3D och PLM (Product Lifecycle Management) mjukvaror till mer än 115 000 kunder i 80 länder sedan 1981. Dassault Systèmes utvecklar och marknadsför PLM-applikationer och relaterade tjänster från idé till underhåll. Bland företagets produkter återfinns CATIA, SolidWorks, DELMIA, ENOVIA, SIMULIA och 3dvia. År 2008 var Dassault världens 17:e största mjukvarubolag.

## Historik
Dassault Systémes grundades 1981 som en självständig del av Dassault Aviation som utvecklade och sålde CAD systemet CATIA. Företaget ingår i Groupe Industriel Marcel Dassault. Som ett utvecklingsföretag behövde Dassault Systemes en säljorganisation. Samma år slöt därför Dassault Systemes ett världsomspännande kontrakt med IBM. Det blev början till ett långt och framgångsrikt samarbete mellan Dassault Systémes och IBM. 

## Nyckelår
- 1982 fick Dassault Systémes några av sina första kunder vilka var BMW, Dassault Aviation, Grumman, Honda, Mercedes Benz och Snecma.
- 1992 köper Dassault Systémes CADAM och bildar American Corp.
- 1994 etableras Dassault Systémes i Tokyo, Japan.
- 1997 börsintroduceras Dassault Systémes på Nasdaq och Paris Stock Exchange.
- 1997 är också året då Dassault Systémes förvärvar Solidworks. Vidare expanderas varumärkena ENOVIA (1998), SMARTEAM (1999), DELMIA (2000) och SIMULIA (2005).
- 2000 introducerar Dassault Systémes och IBM Product Lifecycle Management (PLM) och erbjuder därmed lösningar i 3D som kan användas genom hela produktens livscykel.
- 2007 lanserar Dassault Systémes 3DVIA, en lösning som erbjuder möjligheten att uppleva 3D online.
- 2010 integreras IBM PLM Sales Operation med Dassault Systémes.

## Aktieägare
- Groupe industriel Marcel Dassault (43,13%)